# Гарино (Псковська область)
Гарино (рос. Гарино) — присілок в Пушкіногорському районі Псковської області Російської Федерації.
Населення становить 75 осіб. Входить до складу муніципального утворення Муніципальне утворення Пушкіногор'я.

## Історія
Від 2015 року входить до складу муніципального утворення Муніципальне утворення Пушкіногор'я.

## Населення
| 2001 | 2002 | 2010 |
| ---- | ---- | ---- |
| 154  | ↘131 | ↘75  |